# جامعة ناينرود للأعمال
جامعة نياينرود للأعمال أو جامعة نيروند للأعمال (يشار إليها اختصارًا باسم NBU (بالهولندية: Nyenrode Business Universiteit)‏ هي جامعة أعمال هولندية وواحدة من خمس جامعات خاصة في هولندا. تأسست عام 1946، وتقع في عقار كبير في بلدة بروكيلين، بين أمستردام وأوترخت. تم تسمية المؤسسة التعليمية على اسم القلعة التي تقع فيها الدورة. تأسَّست الجامعة تحت اسم المعهد الهولندي للتدريب في الخارج (NOIB باللغة الهولندية) من قبل شركات هولندية خاصة مشهورة، بما في ذلك كا إل إم وشيل ويونليفر وفيلبس وأكزوبيل بهدف - «الأعمال، من خلال الأعمال». كان التأسيس نتيجة فكرة من مدير كا إل إم ألبرت بليسمان.

## أكاديميون

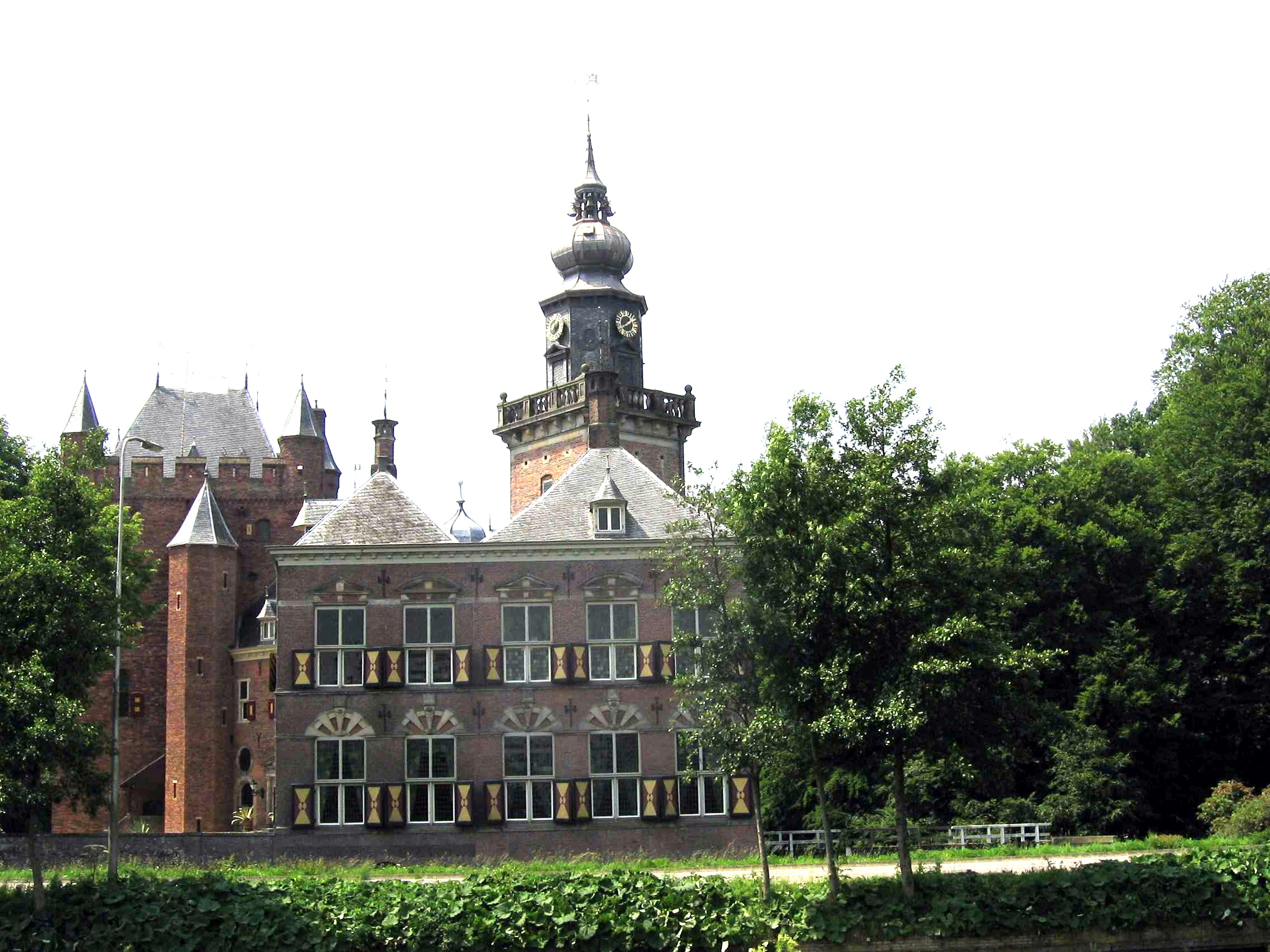
قلعة نيجينرود المبنى الرئيسي للجامعة.

تتضمن برامج ماجستير إدارة الأعمال بدوام كامل وبدوام جزئي وحدة دراسية مدتها أسبوعان في كلية كيلوج للإدارة بجامعة نورث وسترن بالقرب من شيكاغو. بالإضافة إلى كيلوج، تتمتع نينرود بعلاقات وثيقة مع جامعة ستيلينبوش في جنوب إفريقيا، ومدرسة فليريك لوفين جينت ماناجكمت في بلجيكا، وجامعة سانت غالن في سويسرا ومعهد إس بي جاين للإدارة والبحوث في مومباي. كان نينرود أحد مؤسسي مدرسة الصين الأوروبية الدولية للأعمال. يجذب برنامج ماجستير إدارة الأعمال الدولي في نينرود الطلاب من جميع أنحاء العالم. لدى نينرود عملية اختيار تتضمن إجراء اختبار قبول الخريجين في الإدارة ولعبة الأعمال - دراسة حالة ومقابلة اختيار. الطلاب الذين يحضرون في نينرود من جنسيات متنوعة، وبالتالي فإن معظم التدريس باللغة الإنجليزية.

## الترتيب
في تصنيف فاينانشال تايمز لكليات إدارة الأعمال الأوروبية (2020)، حصل ناينرود على المركز 41. في تصنيف فاينانشل تايمز لبرامج التعليم التنفيذي (2020)، حقق ناينرود المركز 27 للبرامج المفتوحة  والمركز 76 للبرامج المخصصة (2014). حصلت درجة الماجستير في الإدارة على المرتبة 64 في تصنيف فاينانشل تايمز العالمي للماجستير في الإدارة (2013).
تصنيفات بكالوريوس العلوم في إدارة الأعمال: تم تصنيف درجة البكالوريوس في إدارة الأعمال من قبل كوزيغيدس كأفضل برنامج في فئة الأعمال الدولية في هولندا، من 2017 حتى 2020.

## الاعتماد الأكاديمي

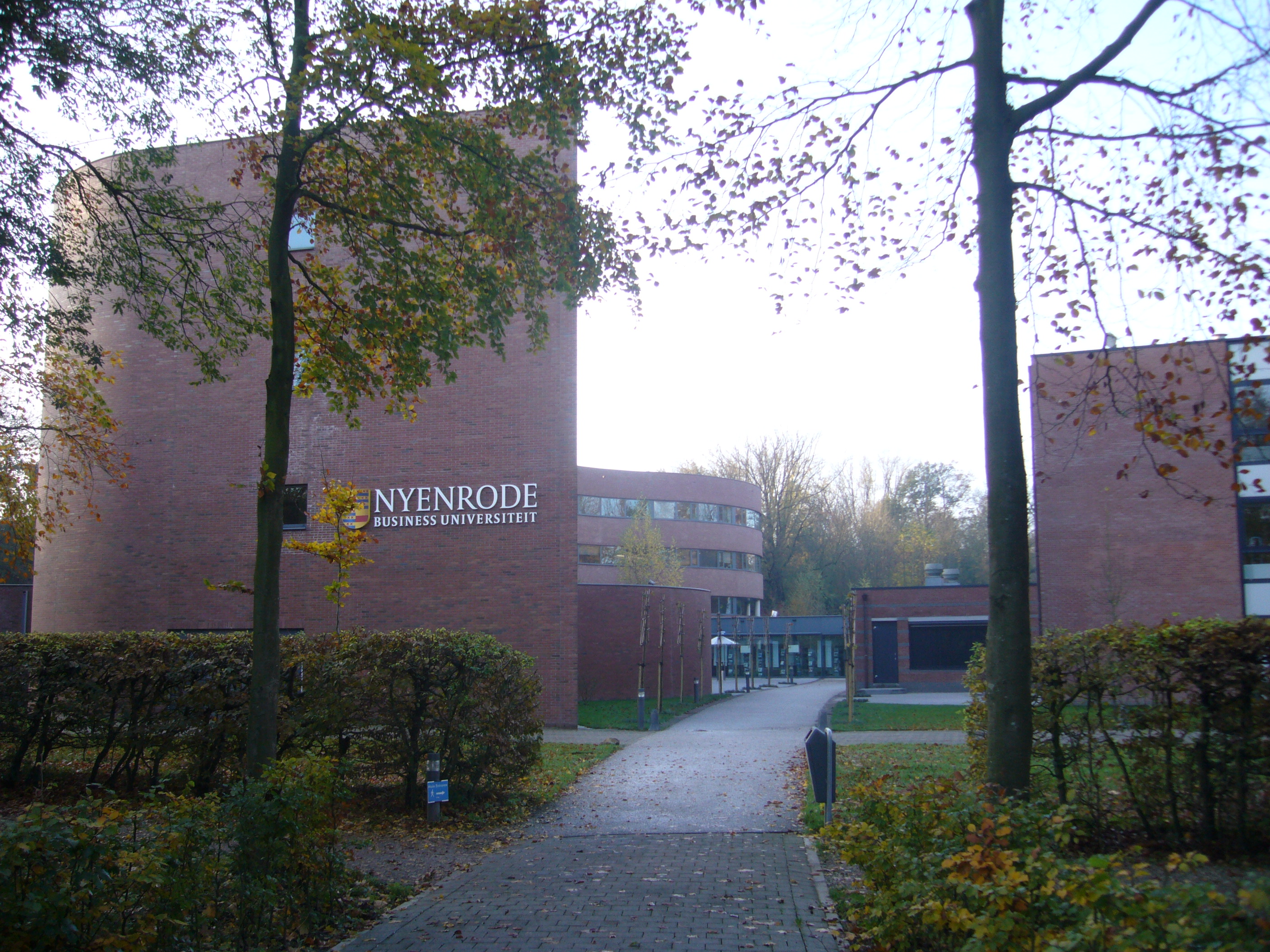
مبنى الدكتور ألبرت هيجن

جامعة نينرود للأعمال معتمدة بالكامل من قبل
- رابطة أمبا [14]
- EQUIS / EFMD
- EFMD [15]
- الاعتماد الأكاديمي Nederlands-Vlaamse [16]
- وزارة التعليم والثقافة والعلوم (اعتماد NVAO)
- لجنة التحصيل للتدريب على المحاسبة (CEA)

## الخريجين
- ويم كوك، رئيس وزراء هولندا الأسبق
- أنتوني بورغمانز، الرئيس السابق لشركة يونيليفر
- بيتر بورجراف، مدير مجموعة بوسطن الاستشارية
- روبرت بوليت، الرئيس السابق لشركة غوتشي
- هاين فيربروجن، عضو اللجنة الأولمبية الدولية
- جيروين هوينكامب، الرئيس التنفيذي للعمليات فودافون زيغو
- يان كيس دي جاغر، وزير المالية الهولندي السابق
- دينيش جوناواردينا، وزير التنمية الحضرية وتنمية المناطق المقدسة، سري لانكا
- ألبرت هاين، المدير التنفيذي في سلسلة سوبر ماركت ألبرت هايجن
- توم فان دن نيوينهويزين، عضو مجلس النواب
- فيليم أولتمانز، صحفي
- أوليكسي بافلينكو، وزير السياسة الزراعية والغذاء الأوكراني [17]
- جانويليم فان دي ويترينج، مؤلف

## روابط خارجية
- الموقع الرسمي
- Nieuwe Compagnie van Verre (رابطة الطلاب)
- Voortgezette Compagnie van Verre (رابطة الخريجين)